# Ан (бог)
Ан или Ану је прво био бог из сумерске митологије, а после је постао и бог Асираца и Вавилонаца. Његово име значи „небо”. Он је бог неба и раја, владар небеских тела, и краљ богова и духова, а живи у највећим висинама неба. Заједно с Енлилом и Енкијем, Ану је био један од тројице најважнијих богова сумерског пантеона.